# Podvinci
Podvinci – wieś w Słowenii, w gminie Ptuj. W 2018 roku liczyła 840 mieszkańców.